# Süderoog

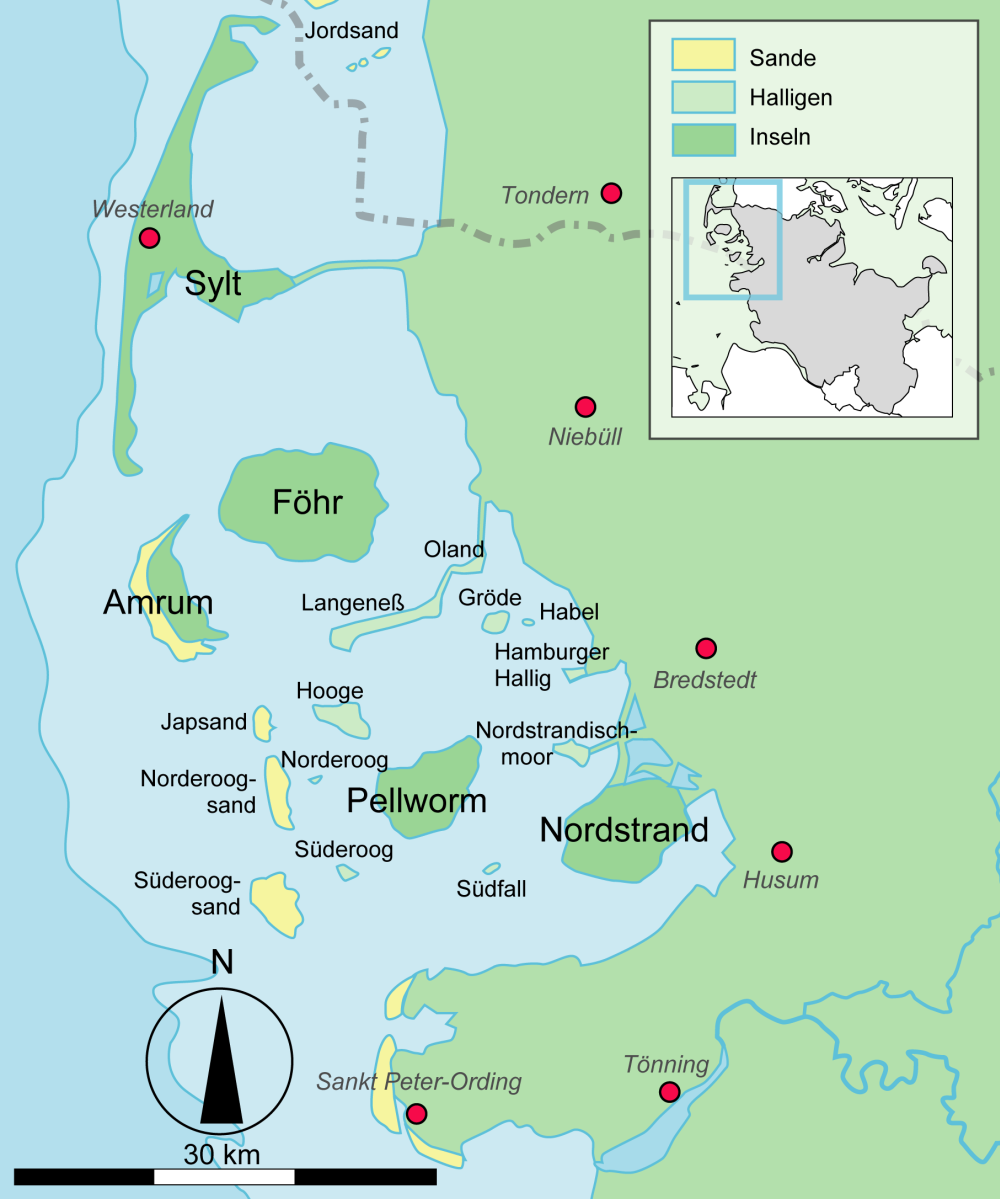
Overzichtskaart van de Duitse Noord-Friese Waddeneilanden

Süderoog (Deens: Sønderog, Fries: Saruug of Saaruuch) is een Hallig in de Duitse Noord-Friese Waddeneilanden. Het eiland met een oppervlakte van 62 ha heeft 4 inwoners en behoort bestuurlijk tot de gemeente Pellworm.
De beroemdste inwoner van het eiland was Hermann Neuton Paulsen. Beïnvloed door persoonlijke ervaringen tijdens de Eerste Wereldoorlog begon Paulsen aanvankelijk op Hallig Hooge (1924-1926) en vanaf 1927 op zijn eigen Hallig Süderoog een internationaal jeugdkamp voor jongens op te bouwen, "Jongens' eiland" (Insel der Jungen). Na zijn dood in 1951 werd het jeugdkamp voortgezet door zijn Zweedse vrouw, Gunvor, en in 1960 omgezet in een stichting. Moeilijke hygiënische omstandigheden, die niet voldoende konden worden verbeterd, en de schade die de stormvloed van 1962 veroorzaakte leidden uiteindelijk tot de sluiting van Süderoogs vakantiewerk. De Hallig die eeuwenlang in privé-eigendom van de familie Paulsen was geweest, werd uiteindelijk in 1971 verkocht aan de deelstaat Sleeswijk-Holstein. In 1974 werd de stichting ontbonden.
Süderoog wordt bewoond door een gezin, dat de enige boerderij op de Hallig huurt van de deelstaat Sleeswijk-Holstein. Beiden zijn actief in de kustbescherming en zorgen voor het behoud van het eiland. Toegang tot Süderoog is alleen mogelijk als onderdeel van een begeleide wadwandeling vanaf Pellworm (soms in begeleiding van wad-postbode Knud Knudsen, die twee keer per week te voet de post op Südfall bezorgt).